# Abacetus aeratus
Abacetus aeratus là một loài bọ chân chạy thuộc phân họ Pterostichinae. Loài này được Tschitscherine mô tả lần đầu năm 1900 và là loài đặc hữu của Việt Nam.